# Lijst van straten in Zaltbommel
Dit is een lijst van straten, en pleinen in de stad Zaltbommel en hun oorsprong/betekenis.

## A
- A.F. de Savornin Lohmanstraat - Alexander de Savornin Lohman (Groningen, 29 mei 1837 – Den Haag, 11 juni 1924) was een de belangrijkste voormannen van de CHU begin twintigste eeuw.
- Aakstraat - aak is een groot en meestal stevenloos vaartuig voor gebruik op de binnenwateren en grote rivieren.
- Aart Robberstraat - genoemd naar Arnoldus Robberts, een kanunnik van de St.Maarten die leefde in de tweede helft der 15de eeuw.
- Abraham Kuijperstraat - Abraham Kuyper (Maassluis, 29 oktober 1837 – Den Haag, 8 november 1920) was een Nederlands theoloog, predikant, staatsman en journalist.
- Achter de Wiel -
- Achterstraat -
- Agnietenstraat - ontleent zijn naam aan het voormalige Agnietenklooster en de Agnietenkapel wat zich ooit hier bevond.
- Alfred Smithlaan - Alfred Smith was een piloot van de Engelse luchtmacht die op 1 januari 1945 op 30-jarige leeftijd met zijn toestel neerstortte achter de werf in Zaltbommel.
- Ambacht -
- Auke Mollemastraat - op 30-jarige leeftijd ging hij in januari 1945 koeriers ophalen als lid van een verzetsgroep. Hun bootje op de Waal sloeg echter om en allen verdronken.

## B

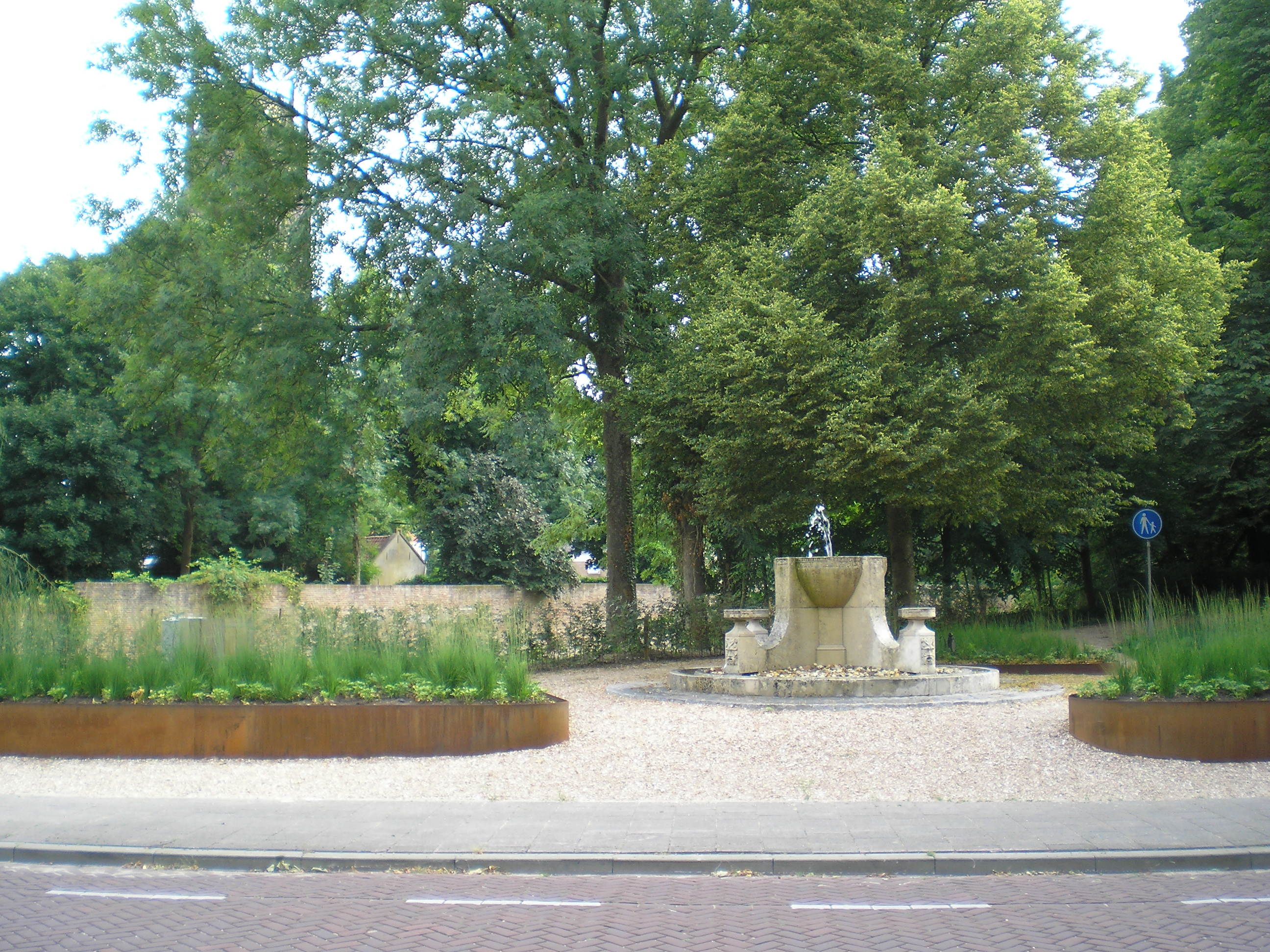
Boschstraat

- Bachplein - Johann Sebastian Bach (Eisenach, 21 maart 1685 - Leipzig, 28 juli 1750) was een Duitse componist van barokmuziek, organist, klavecinist, violist, muziekpedagoog en dirigent.
- Bastion - bastion is een uitspringend verdedigingswerk van aarde of steen en maakt deel uit van een vesting of een fort.
- Bedrijventerrein de Wildeman -
- Beersteeg -
- Bisschop Ludgerstraat - Liudger was bisschop van Utrecht van ca. 848 - ca. 854.
- Bloemendaal -
- Bloemkeshof -
- Bolwerk de Kat -
- Bomela - Zaltbommel, ontstaan in de vroege middeleeuwen op een oeverwal van de Waal en in 850 voor het eerst vermeld als ‘Bomela'.
- Bommelsekade - ontleent zijn naam aan de stad Zaltbommel die oorspronkelijk Bommel heette.
- Boschstraat (Zaltbommel) - leidt via de oude Bossche Poort"naar 's-Hertogenbosch.
- Botterstraat - botter is een oud Nederlands type vissersvaartuig.
- Buitentuin -
- Burg Buissinkstraat - Andreas Hermanus Buissink (±1904-1959) was burgemeester van Zaltbommel van 12 juni 1947 - 10 februari 1959
- Burgemeester Cambier van Nootenstraat - Nicolaas Frederik Cambier van Nooten was burgemeester van Zaltbommel van 23 maart 1929 - 31 december 1936
- Burgemeester Wilminkhof - Engbert Wilmink (23 februari 1932 - 29 november 1992) was burgemeester van Zaltbommel van 16 augustus 1974 - 22 februari 1985.
- Burgwal - burgwal is een versterkte nederzetting die in Europa voorkwam gedurende de prehistorie en in sommige gebieden ook na het Romeinse Rijk.

## C
- C A Leenhoffstraat - Carolus Antonius Leenhoff was organist en beiaardier van 1850 tot 1875 te Zaltbommel.
- Chopinstraat - Frédéric Chopin (1810-1849) - Pools componist en pianist uit de Romantiek.
- Citadel - citadel is een vaak stervormige versterking die een vestingstad domineert.
- Courtine - courtine is een weermuur of verbindingswal tussen twee waltorens of twee bastions van een kasteel of vesting.

## D
- De Kantelen - kanteel is een onderdeel van verdedigingswerken.
- De Laeck -
- De Poort -
- De Schans - schans of verschansing is een oud militair verdedigingswerk.
- De Virieusingel - Francois Willem De Virieu (1789-1876) was stadsarchitect van Zaltbommel.
- De Zandkampen -
- Den Bommelaer - een Bommelaer is een inwoner van Zaltbommel.
- Dr A F Philipslaan - Anton Frederik Philips (Zaltbommel, 14 maart 1874 – Eindhoven, 7 oktober 1951) was een Nederlands ondernemer. Hij is de bouwer van het huidige Philips-concern.
- Dwarsweg -

## E
- Eksterstraat - ekster is een vogel die behoort tot de familie van kraaiachtigen.
- Epkemastraat - E. Epkema, voormalig directeur van de Rijks Hogereburgerschool (HBS) te Zaltbommel.

## F
- Fazantstraat - fazant is een vogel die behoort tot de familie van fazantachtigen.
- Fort - fort is een militair gebouw of kampement dat is ingericht om een eenheid militairen te herbergen en geschikt zich te verdedigen tegen vijandelijke aanvallen.

## G

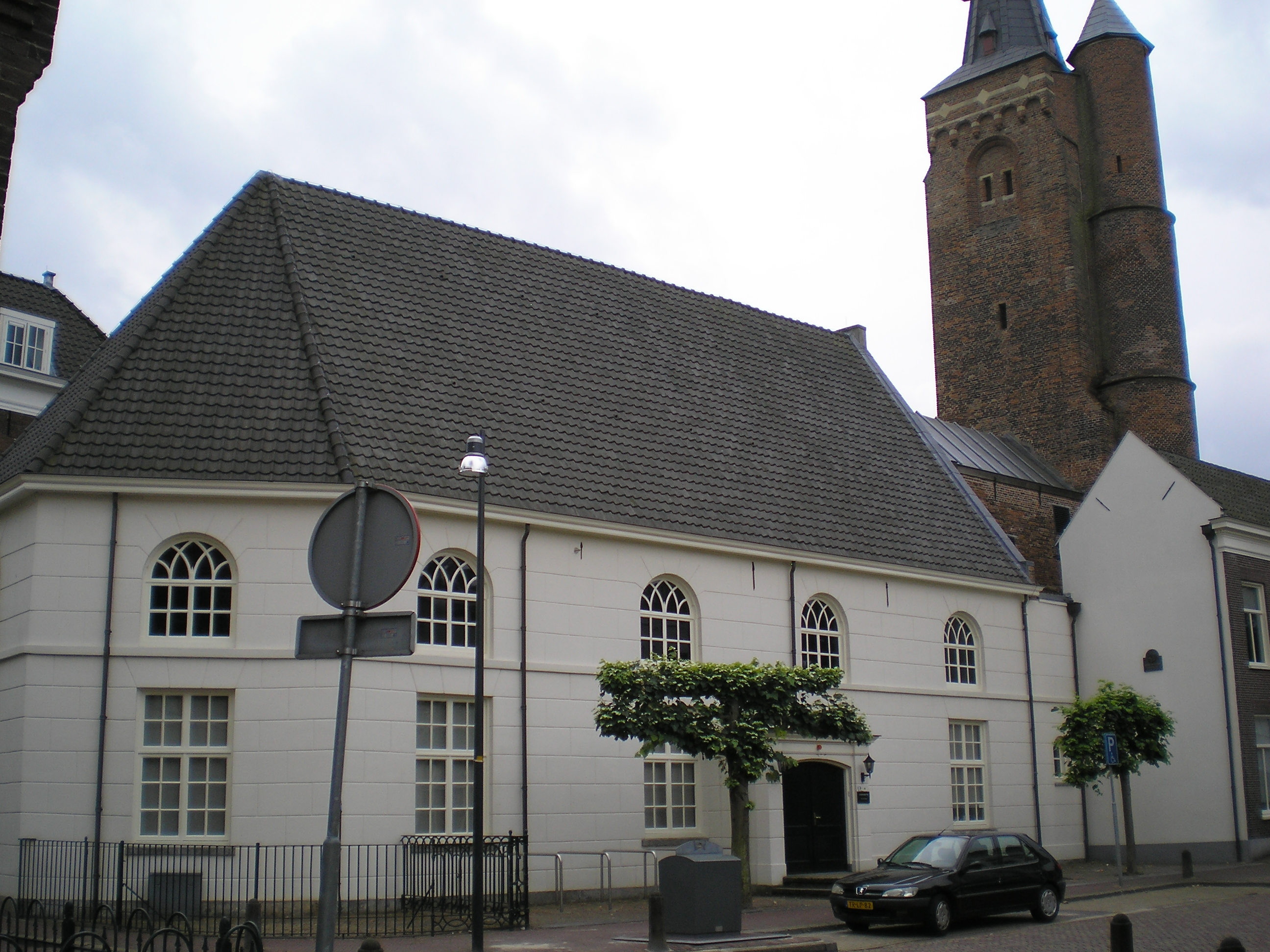
Gasthuisstraat

- Gamerschestraat - loopt via de oude Gamersche Poort naar het dorp Gameren.
- Gamersedijk -
- Gasthuisstraat - ontleent zijn naam aan de daar gevestigde stichting en/of gasthuiskapel uit de 14e eeuw aldaar.
- Gisbert Schairtweg - Gisbert Schairt (Zaltbommel tussen 1370/1375-1452), bouwmeester van laatgotische kerken.
- Graaf Hunerikhof - Unruoch (Hunerik) graaf in Teisterbant 981-1010 overleed voor 1026.
- Graaf Ottostraat - Otto II van Gelre (ca. 1215 - 10 januari 1271), was graaf van Gelre.
- Graaf Reinaldstraat - Reinoud I van Gelre (1255 - Monfort, 9 oktober 1326). Hij was graaf van Gelre.
- Groenwal -

## H
- Harrie van de Laakstraat - de 64-jarige eigenaar van toenmalig Hotel Gottschalk in de Waterstraat bood jarenlang onderdak aan minstens twaalf Joodse onderduikers en werd op 8 juli 1944 ter plekke doodgeschoten.
- Havendijk - ontleent zijn naam aan de haven aldaar.
- Heer Balderikstraat - bisschop van Utrecht 918-975
- Heilige Geeststraat - de Heilige Geest wordt binnen het christendom beschouwd als de Geest van God. De naam herinnert aan Het heilige Geest Gasthuis.
- Heksenwal -
- Hemelrijk -
- Hertog Karellaan - Karel van Gelre tot aan zijn dood in 1538 hertog van Gelre en graaf van Zutphen. Karel van Gelre was de zoon van Adolf van Egmond, hertog van Gelre en graaf van Zutphen
- Hertog Willemhof -Willem I/III van Gelre (?, 5 maart 1364 - Arnhem, 16 februari 1402) was vanaf 1371/1377 als Willem I hertog van Gelre en vanaf 1393 als Willem III hertog
- Hertogin Mechteldhof - Mechteld van Gelre (circa 1324 - Huissen, 21 september 1384) was de dochter van Reinoud II.
- Het Koggeplein - kogge is een schip dat geïntroduceerd werd door de Hanze om goederen te vervoeren.
- Het Straatje -
- Hoetstraat -
- Hofstraat -
- Hogeweg -
- Hoogaarsstraat -
- Hoogsdenhof -
- Hooimijt -
- Hoveniersland - hovenier is iemand die zich beroepshalve met tuinen en andere groenobjecten bezighoudt.
- Hugo de Grootstraat - Hugo de Groot (Delft, 10 april 1583 – Rostock, 28 augustus 1645) was een Nederlands rechtsgeleerde en schrijver.
- Huibersakker -

## J
- J van Oldenbarneveldtstraat - Johan van Oldenbarnevelt (Amersfoort, 14 september 1547 – Den Haag, 13 mei 1619), was raadpensionaris van de Staten-Generaal.
- Jan Haeckenhof - Jan Haeck (overleden 30 maart 1522) voormalig inwoner en huiseigenaar van Zaltbommel.
- Johan de Wittstraat - Johan de Witt (Dordrecht, 24 september 1625, was Pensionaris van Dordrecht, Raadpensionaris van Holland, Grootzegelbewaarder en Stadhouder van de lenen
- Johan van Oldenbarneveldstraat - Johan van Oldenbarnevelt (Amersfoort, 14 september 1547 – Den Haag, 13 mei 1619), was raadpensionaris van de Staten-Generaal tijdens de Tachtigjarige Oorlog.
- Julianastraat - Prinses Juliana.

## K
- Karstraat - waarschijnlijk vernoemd omdat daar de karren uitgespannen werden.
- Kazemat - kazemat is een tegen vijandelijk vuur gedekte en van schietgaten voorziene ruimte voor de opstelling van een vuurwapen, aanvankelijk deel uitmakend van een vesting.
- Kerkplein (Zaltbommel) - ontleent zijn naam aan de Grote of Sint Maartenskerk die daar staat.
- Kerkstraat (Zaltbommel) - ontleent zijn naam aan de kerk die zich aan het eind van de straat bevindt.
- Ketelsteeg -
- Kievitstraat - kievit (Vanellus vanellus) is een weidevogel uit de familie plevieren (Charadriidae)
- Klaverweide - klaver (Trifolium) is een plantengeslacht uit de vlinderbloemenfamilie (Leguminosae).
- Klipperstraat - klipper is een snel zeilschip.
- Kloosterstraat - ontleent zijn naam aan middeleeuws klooster wat ooit in Zaltbommel stond.( zie Regulierstraat)
- Kloosterwiel -
- Kloppersakker -
- Koekoekstraat - koekoek (Cuculus canorus) is een vogelsoort en het bekendste lid van de familie Cuculidae.
- Kommerstraat - vernoemd naar de aanzienlijke familie Comhair.
- Koningin Wilhelminaweg - Wilhelmina Helena Pauline Maria (Den Haag, 31 augustus 1880 – Apeldoorn, 28 november 1962), Prinses der Nederlanden (1880-1890, 1948-1962), Prinses van Oranje-Nassau en Hertogin van Mecklenburg (1901-1962), was van 1890 tot 1948 koningin der Nederlanden.
- Koningstraat  - genoemd naar een vroegere familie de Coninck.
- Kopeinde   -
- Korte Steigerstraat - loopt via de voormalige Steigerpoort naar de aanlegsteiger.(zie Lange Steigerstraat)
- Korte Strikstraat - verwijst naar de aarden wal (de strickwere d.w.z.strijckwere) die aan de grens stond van de bebouwing.
- Korte Tolstraat -
- Koxkampseweg -
- Krangstraat  -
- Kroonwerk -

## L
- Lange Steigerstraat - loopt via de voormalige Steigerpoort naar de aanlegsteiger.(zie Korte Steigerstraat.)
- Lange Strikstraat - verwijst naar de aarden wal (de strickwere d.w.z.strijckwere) die aan de grens stond van de bebouwing.
- Lijsterlaan - lijster (Turdidae) behoort tot een grote familie van meestal middelgrote zangvogels met goed ontwikkelde zang.
- Lisztstraat - Franz Liszt, (Raiding, 22 oktober 1811 – Bayreuth, 31 juli 1886) was een Hongaars componist en pianist.

## M
- Maasstraat - vernoemd naar de familie Maes.
- Manetplein - Julie Manet (Parijs, 14 november 1878 - 14 juli 1966) was een Frans kunstschilder en kunstverzamelaar.
- Markt (Zaltbommel) - Het plein waar de markten plaatsvonden.
- Marten van Rossemsingel - Maarten van Rossum (Zaltbommel, ca.1478 – Antwerpen, 7 juni 1555) was een Gelderse legeraanvoerder.
- Mau de Jongstraat - Maurits Samuel de Jong was onderwijzer en verhuisde in 1940 na het bombardement van Rotterdam naar Zaltbommel en nam de taak op zich van de gevluchte rabbijn aldaar en probeerde in de jaren erna de gedecimeerde gemeente bijeen te houden. De Jong en zijn vrouw hadden de kans onder te duiken, maar weigerden en werden in Sobibor vermoord.
- Mezenlaan - mees (Paridae) is van een rijk gevarieerde familie in de orde van de zangvogels (Passeriformes) en de superfamilie Sylvioidea.
- Middelsteeg -
- Middelweide -
- Minnebroederstraat - Herkomst onduidelijk.
- Molengang -
- Molenstraat -
- Molenwal -
- Mondriaanplein - Pieter Cornelis (Piet) Mondriaan (Amersfoort, 7 maart 1872 – New York, 1 februari 1944) was een Nederlandse kunstschilder en kunsttheoreticus.
- Monseigneur Nolensstraat - Wilhelmus Hubertus (Wiel) Nolens (Venlo, 7 september 1860 - 's-Gravenhage, 27 augustus 1931) was een Nederlands rooms-katholiek priester, politicus en Minister van Staat.
- Morgental -
- Mozartstraat - Wolfgang Amadeus Mozart (Salzburg, 27 januari 1756 – Wenen, 5 december 1791), was een Oostenrijks componist, pianist, violist en dirigent.
- Mussenlaan - mus (Passeridae) is van de familie in de orde der zangvogels.

## N
- Nieuwe Tijningen -
- Nieuwstraat (Zaltbommel) - Nadat het Maria Magdalenaklooster in het zuidwesten der stad was gebouwd werd er een "Nije straat totten nonnen toe" aangelegd
- Nonnenstraat (Zaltbommel) -  Nadat de Boschstraat werd doorgetrokken en de Niije straat in tweeën werd gedeeld, werd de straatnaam gewijzigd in de Nieuwstraat en Nonnenstraat.
- Nutstuin -

## O
- Oenselsestraat - de straatnaam is afgeleid van de voormalige "Oenselse Poort" in Zaltbommel, en liep verder naar het gehucht Oensel.
- Oeverwal -
- Oliemolen (Zaltbommel) - Heeft zijn naam te danken aan een aldaar gevestigd bedrijf.
- Oliestraat (Zaltbommel) - komt ook voor als Molenstraat.
- Omhoeken -
- Onderlangsweg -
- Oranjestraat - Juiste naam Prins van Oranjestraat.
- Oude Bosscheweg -
- Oude Stationsweg - de oude weg die naar het station van Zaltbommel loopt.
- Oude Vischmarkt -  duidelijk de straat waar de vismarkt gehouden werd.

## P
- P.J. Troelstrastraat - Pieter Jelles Troelstra (Leeuwarden, 20 april 1860 - Den Haag, 12 mei 1930) was een Nederlandse advocaat, journalist en politicus.
- P.M. Winkstraat -
- Palissade -
- Parlevinkerspleintje - parlevinker is een ondernemer die vanaf zijn boot goederen, meestal levensmiddelen verkoopt.
- Peerboltestraat - Stadsbeiaardier 1859-1939
- Plaatsmajoor -
- Plakweg -
- Plevierstraat - plevieren (Charadriidae) is een familie van vogels die onder andere de kievit (met nog 22 soorten kieviten) omvat.
- Prins Bernhardweg - Bernhard van Lippe-Biesterfeld (Jena, 28 of 29 juni 1911 – Utrecht, 1 december 2004), voormalig Prins der Nederlanden en  Prins van Lippe-Biesterfeld.
- Prins van Oranjestraat - Willem (slot Dillenburg, 24 april 1533 – Delft, 10 juli 1584), prins van Oranje, graaf van Nassau-Dillenburg, beter bekend als Willem van Oranje of onder zijn bijnaam Willem de Zwijger, en in Nederland vaak Vader des vaderlands genoemd.
- Prinses Julianastraat - Juliana Louise Emma Marie Wilhelmina van Oranje-Nassau (Den Haag, 30 april 1909 – Baarn, 20 maart 2004) was koningin der Nederlanden.
- Prinses Margrietstraat - Margriet Francisca, Prinses der Nederlanden, Prinses van Oranje-Nassau, Prinses van Lippe-Biesterfeld (Ottawa, 19 januari 1943)

## R
- Ravelijn -
- Regulierstraat - herinnert aan het Regulierenklooster dat in Zaltbommel stond.(zie Kloosterstraat)
- Rembrandtstraat - Rembrandt Harmenszoon van Rijn (Leiden, 15 juli 1606 of 1607 – Amsterdam, 4 oktober 1669) was een Nederlands kunstschilder.
- Rondeel - rondeel is een halfrond bolwerk waar vanaf de verdedigings of -wal van een vesting van waaruit flankerend vuur kon worden gegeven.
- Rozenbogerd -
- Rozemarijnsteeg - rozemarijn (Rosmarinus officinalis) is een houtige plant uit de lipbloemenfamilie (Lamiaceae).
- Ruiterstraat - genoemd naar een familie die daar woonde.(vroeger heette deze straat Jan Haeckenstraet ook een familie die daar woonde)

## S
- Schimminck -
- Schoolstraat -
- Schouwstraat -
- Sophiastraat - In de volksmond Sophiahofje. Vernoemd naar Sophia, de echtgenote van architect Kaasjagerdie de grond bezat en de huizen liet bouwen.
- Spellewaardsestraat -
- Spiesmakerstraat - ontleend aan een daar uitgeoefend beroep( komt ook voor als Korte Jan Haeckenstraat of Korte Molenstraat).
- Stadsdijk -
- Statiestraat -
- Stationsweg - weg naar station van Zaltbommel.
- Steenweg -

## T
- Thorbeckeplein - Johan Rudolph Thorbecke (Zwolle, 14 januari 1798 - Den Haag, 4 juni 1872) was een Nederlands staatsman.
- Thorbeckestraat -
- Tienhont -
- Tjalkstraat - tjalk is een historisch zeilend vrachtschip voor de binnenwateren.
- Toepadweg -
- Tolstraat (Zaltbommel) - leidt naar de Waal. herinnert aan het oude Tolhuis dat er in de buurt stond.
- Torenstraatje -

## V
- Van Anrooijstraat - Peter Gijsbert van Anrooij (Zaltbommel, 13 oktober 1879 — 's-Gravenhage, 31 december 1954), was een Nederlands componist en dirigent.
- Van Beethovenstraat - Ludwig van Beethoven (Bonn, 16 december 1770 – Wenen, 26 maart 1827) was een Duitse componist, musicus, virtuoos en dirigent.
- Van Goghstraat - Vincent Willem van Gogh (Zundert, 30 maart 1853 – Auvers-sur-Oise, 29 juli 1890) was een Nederlands kunstschilder.
- Van Heemstraweg Oost -
- Van Heemstraweg West -
- Van Voordenpark -
- Veerweg -
- Veilingweg -
- Vergtweg -
- Vermeerstraat - Johannes Vermeer (gedoopt te Delft, 31 oktober 1632 - begraven aldaar, 15 december 1675) is een Nederlandse kunstschilders
- Vinkenlaan - vink (Fringilla coelebs), ook wel boekvink, botvink of charlotte genoemd, is een zangvogel.
- Vismarkt (Zaltbommel) - In 1776 werd hier de vismarkt gebouwd. Een open ruimte, aan drie zijden omgeven door een overdekte galerij.
- Visserij -
- Voetakker -
- Vogelenzang -
- Vrijhof -

## W
- Waalbandijk -

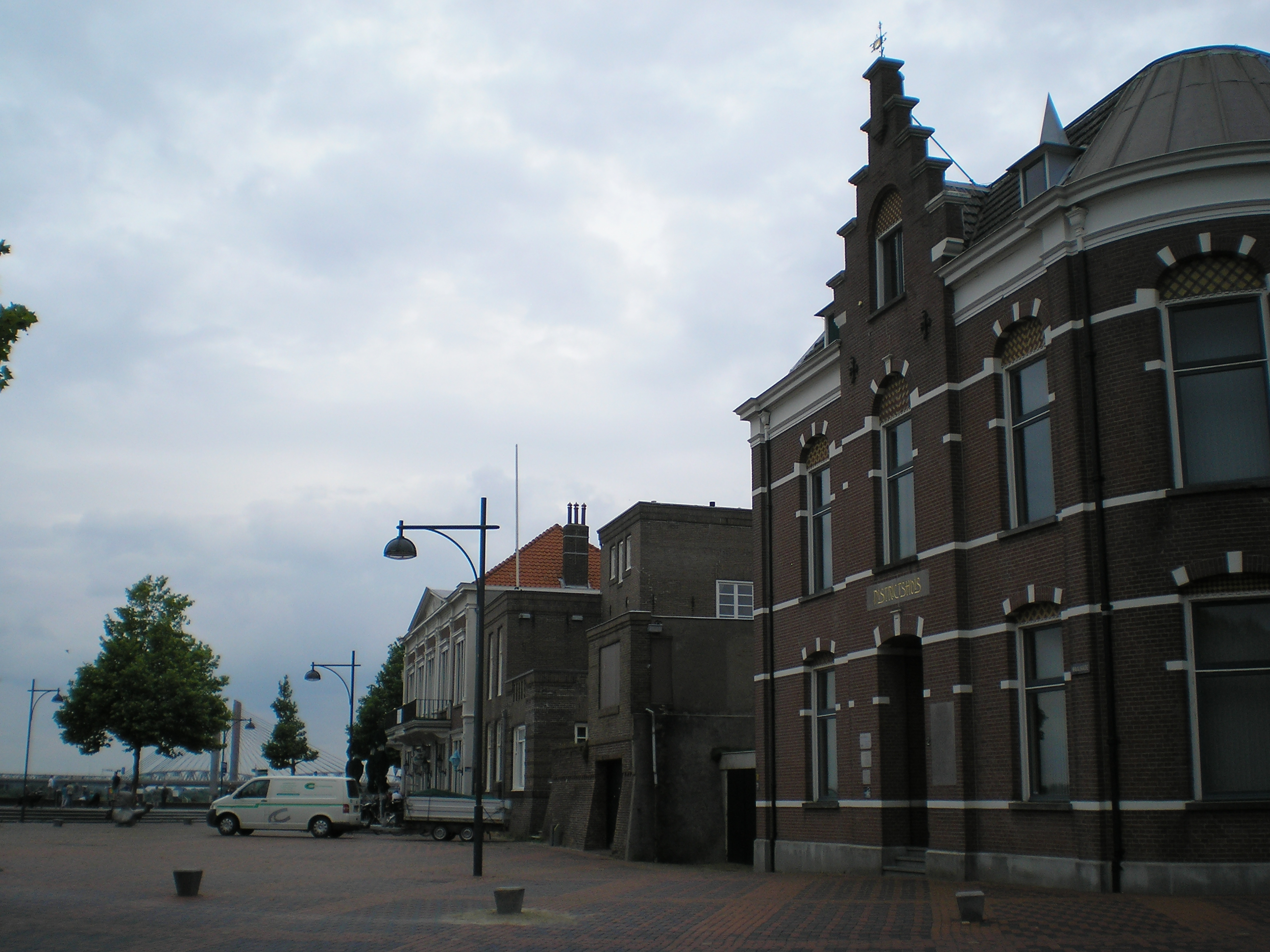
Waalkade

- Waalkade (Zaltbommel) - ontleent zijn naam aan de Waal waar de kade aan ligt.
- Waluwestraat -
- Waterstraat (Zaltbommel) - loopt via de nog bestaande Waterpoort naar de Waal.
- Weergang -
- Westlanderstraat
- Wethouder Mooringstraat - wethouder J. Mooring, gemeenteraadslid van Zaltbommel van 1915 tot 1940.
- Wichard van Pontlaan -
- Wielkamp -
- Koningin Wilhelminastraat - Wilhelmina Helena Pauline Maria (Den Haag, 31 augustus 1880 – Apeldoorn, 28 november 1962), Prinses der Nederlanden (1880-1890, 1948-1962), Prinses van Oranje-Nassau en Hertogin van Mecklenburg (1901-1962), was van 1890 tot 1948 koningin der Nederlanden.

## Z
- Zandstraat (Zaltbommel) - waarschijnlijk zo genoemd , omdat deze straat het langst onverhard is gebleven.